# ЕЖЕ
Международный союз интернет-деятелей «ЕЖЕ» или ЕЖЕ-движение — объединение значимых представителей Рунета, по собственному описанию — «профессиональный союз, орган саморегулирования, фактически — гильдия деятелей российского Интернета». В состав движения входят жители России, Белоруссии, Германии, Израиля, Новой Зеландии, Финляндии, США, Китая, Нидерландов, Франции, Испании, Казахстана, Украины, Узбекистана, Эстонии, Молдавии и других стран (по состоянию на 2009 г. около 500 человек).
Типичные представители — директора компаний, руководители проектов и стартапов, владельцы бизнесов, инвесторы, инфлюенсеры, публичные известные деятели Рунета, блогеры, IT-шники, разработчики, seo-оптимизаторы, пиарщики, маркетологи, копирайтеры, переводчики, книгоиздатели, «журналисты, дизайнеры, рекламисты, продюсеры, программисты, идеологи, аналитики» и другие люди, которые «вносят интеллектуальный и материальный вклад в развитие Интернета».

Днём рождения ЕЖЕ-движения считается 19 марта 1997 года, когда впервые со страниц «Журнала.ру» было официально заявлено о его начале. Основатели — Александр «САМ» Малюков и Леонид Делицын.
«Я хочу, чтобы ЕЖЕ-движение потихоньку превратилось в своего рода профсоюз российского Интернета, организацию, которая помогает нам защищать наши права и, в то же время, позволяет нам плодотворно общаться друг с другом.» // Александр Малюков, основатель движения
Во второй половине 2010-х годов движение снизило активность по части своих проектов — так, после 2012 года перестал проводиться сетевой конкурс РОТОР, а онлайн-газета «ЕЖЕ-правда», обозревающая интернет и культуру, после 2017 года стала выходить реже раза в сутки, а после 2020 года — реже раза в неделю.

## Проекты ЕЖЕ-движения

### ЕЖЕ-лист
ЕЖЕ-лист — закрытый почтовый список рассылки, основное место постоянной активности членов союза (обычно несколько десятков писем в день, обсуждаются события Рунета и Интернета, высокие технологии и вообще произвольные вопросы). Был создан 9 августа 1997 года. Подписка на ЕЖЕ-лист дает доступ к использованию ресурсов сервера и участию в качестве члена жюри в ежегодных сетевых конкурсах «РОТОР» и «РОТОР++». Подписка и отписка идёт через модератора (обычно это основатель движения Александр Малюков). Новые подписчики добавляются по рекомендациям действующих участников или через рассмотрение заявки модератором.

### РОТОР
«РОТОР» и «РОТОР++» — ежегодные конкурсы сетевых достижений, проводимые с целью «выявления значимых проектов и персоналий Рунета и определения тенденций развития Рунета». Включают около 30 номинаций. В РОТОРе за сетевые проекты и события голосуют подписчики ЕЖЕ-листа, а в РОТОРе++ — специально выбранное жюри. Последний раз премия вручена в 2012 году, в настоящее время нет информации о планах её возрождения.

### Физиономии русского Интернета
Физиономии русского Интернета (ФРИ) — галерея видных сетевых деятелей с перечислением заслуг. Проект ведёт отсчёт с ноября 1997 года. Новые экспонаты добавляются через рассмотрение заявки модератором.

### Информационный бум
Колонки постоянных авторов:
- Игродельник в понедельник с Сергеем Резниковым;
- Обертоны по вторникам с Борисом Лифановским;
- Чай по четвергам с Шумаковым;
- Пятничный шип (автор — Шипилов, Андрей Михайлович);
- Субботний блик науки (автор — Александр Венедюхин);
- Кровавое воскресенье с Владом Исаевым.

Замороженные на сегодня колонки:
- Арбузный ломтик по средам (автор — Евгений Скляревский, велась с 03.03.2004 по 01.03.2011).
- Балетомания по воскресеньям с Юлией Клочковой;
- Веб-анатомия по воскресеньям с Артемием Ломовым (автор — Ломов, Артемий Юрьевич);
- Собачья жизнь в России по понедельникам;
- Музыкальный вторник с Кугаем.

В 2005 году «Информационный бум» был объявлен победителем на шестом Всероссийском открытом интернет-конкурсе «Золотой сайт» в номинации «Тематический сайт года».

### ЕЖЕ-правда
ЕЖЕ-правда — ЕЖЕдневная газета содружества онлайн периодических изданий, в которой размещают обзоры публикаций в области интернета и компьютеров, экономики, финансов, культуры, политики, религии. Обновляется в режиме онлайн с 5 июня 1998 года. Учитывая, что изначально «ЕЖЕ» объединяло создателей сетевых периодических изданий и их представители составляли ядро движения, и был организован выпуск соответствующей периодики. Чтобы пользователям Сети было легче следить за изменениями, происходящими на онлайновых проектах участников союза, на протяжении многих лет издаётся электронная газета ЕЖЕ-правда.

## Участники
В разное время участниками ЕЖЕ-движения являлись или являются: Артемий Лебедев, Максим Mr. Parker Кононенко, Марат Гельман, Алекс Экслер, Захар Май, Сергей Кузнецов, Линор Горалик, Максим Спиридонов, Алексей Тутубалин, Константин Кноп, Алексей Басов, Роман Kukutz Иванов, Феликс Мучник, Борис Соркин, Кирилл Готовцев, Раффи Асланбеков, Сергей Вильянов, Аскар Туганбаев, Борис Лифановский, Виктор Лавренко, Дмитрий Мендрелюк, Роман Лейбов, Александр Житинский, Алексей Кривенков, Максим Мошков, Марта Кетро, Александр Ларьяновский, Макс Фрай, Константин Рыков, Соня Соколова, Баян Ширянов, Станислав Гридасов, Герман Клименко, Андрей Кузин, Егор Лавров, Аркадий Морейнис, Йован Савович, Никита Шерман, Михаил Qub Якубов, Андрей Шипилов, Евгений Скляревский, Артемий Ломов, Игорь Ашманов, Сергей Рыжиков, Евгений Беркович, Дмитрий Вернер, Антон Носик, Александр Гагин, Алёна Попова, Анатолий Ализар, Анатолий Серебряков, Андрей Себрант, Арсений Apazhe Фёдоров, Владимир Медейко, Дмитрий Хомак, Егор Быковский, Константин Бояндин, Михаил Рогов, Николай Nickpo Попов, Павел Фролов, Сергей Плуготаренко, Станислав Козловский, Юрий Синодов, Александр Малюков, Леонид Делицын, Руслан Курепин, Алексей Андреев, Александр Милицкий, Алексей Бородкин, Анна Артамонова, Дмитрий Гайдук, Джан Хан-Магомедов, Татьяна Никонова, Дмитрий Кузьмин, Алексей Ходорыч, Алексей Караковский, Андрей Калинин, Антон Мажирин, Артём Харченко, Борис Мальцев, Владислав Бирюков, Дмитрий Браславский, Дмитрий Кирноценский, Дмитрий Храпов, Илья Илембитов, Кирилл Шрайбер, Константин Груша, Константин Казенин, Константин Калабин, Максим Борзов, Максим Крайнов, Максим Юрин, Ольга Алексеева, Оскар Хартманн, Павел Власов-Мрдуляш, Сергей Беляков, Сергей Котырев, Сергей Петренко, Эрик Брегис, Юлия Березовская, Юлия Микеда, Юрий Белоусов, Борис Тихомиров, Стефан Танурков, Евгения Завалишина, Дмитрий Котеров, Наталья Хайтина, Валентин Любимов, Дмитрий Васильев, Михаил Козлов, Александр Амзин, Николай «Норвежский Лесной» Данилов, Михаил Гуревич и многие другие известные деятели Рунета.
Большинство из них были членами жюри конкурсов РОТОР (как подписчики ЕЖЕ-листа) и РОТОР++ (как специально выбранное Жюри), проводимых под эгидой ЕЖЕ-движения.